# Yuan Longping

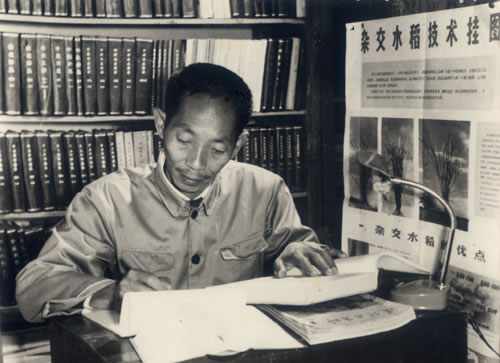
Yuan Longping in 1962

Yuan Longping, 袁隆平, (Qianyang, 7 september 1930 – Changsha, 22 mei 2021) was een Chinees landbouwwetenschapper die bekend werd door zijn bijdrage aan de ontwikkeling van hybride rijstvariaties. Twintig procent van alle in 2021 wereldwijd geproduceerde rijst komt van een hybride ras dat door de inspanningen van de Yuan werd ontwikkeld.
Yuan studeerde aan de landbouwuniversiteit in Anjiang en ontwikkelde zijn theorieën voor hybride rijst in de jaren 1960 toen China met voedselschaarste kampte en velen door honger omkwamen.  
Een groep landbouwkundigen onder leiding van Yuan pasten in 1973 heterosis op rijst toe. Met de zo verkregen rijstplanten kan een hectare grond ongeveer 12.000 kg rijst opbrengen, een vijfde meer dan met traditionele soorten. De teelt van hybride rijstsoorten wordt vooral toegepast in Afrikaanse en Aziatische landen in gebieden met weinig bouwland. Yuan kreeg voor zijn inspanningen in 2004 de Wolf Prize voor landbouw en de Wereldvoedselprijs nadat hij in 2001 al de Ramon Magsaysay Award ontving. In 2012 werd hem de Confuciusprijs voor de Vrede uitgereikt. 
Yuan was hoogleraar aan de landbouwuniversiteit in Changsha. In oktober 2016 maakte de Chinese overheid bekend dat de toen inmiddels 86-jarige Yuan opnieuw de leiding kreeg over een wetenschappelijk project. In Qingdao ging hij een zouttolerante rijstsoort ontwikkelen met een hoge opbrengst per hectare.
- Bibsys: 90888968
- Gemeinsame Normdatei: 1020198850
- International Standard Name Identifier: 0000 0003 6768 5879
- Library of Congress Control Number: n2004056236
- National Central Library: 000582627
- Nationale Bibliotheek van Tsjechië: jo20211128828
- Nationale Bibliotheek van Israël: 987007604313005171
- Nederlandse Thesaurus van Auteursnamen: 156830221
- ORCID: 0000-0003-4674-4323
- Système universitaire de documentation: 255675011
- Virtual International Authority File: 231922644
- WorldCat: E39PBJgxmXWHV8H78bMwVKkbh3